# Mine (Bazzi)
Mine è un singolo del cantautore statunitense Bazzi, pubblicato il 12 ottobre 2017 come secondo estratto dal primo album in studio Cosmic.

## Nella cultura di massa
Il brano è diventato un meme di internet dopo essere diventato popolare a fine gennaio 2018. I video presentavano diverse immagini di una persona con un filtro di Snapchat caratterizzato da cuori e testi sovrapposti. L'ultima parola era circondata da emoji del cuore e del bacio.

## Tracce
Testi e musiche di Andrew Bazzi.
1. Mine – 2:13

## Classifiche

### Classifiche settimanali
| Classifica (2018) | Posizione massima |
| ----------------- | ----------------- |
| Australia         | 11                |
| Austria           | 27                |
| Belgio (Fiandre)  | 25                |
| Belgio (Vallonia) | 51                |
| Canada            | 13                |
| Danimarca         | 5                 |
| Estonia           | 6                 |
| Finlandia         | 11                |
| Francia           | 74                |
| Germania          | 25                |
| Grecia            | 11                |
| Irlanda           | 22                |
| Italia            | 40                |
| Lettonia          | 6                 |
| Libano            | 8                 |
| Malaysia          | 5                 |
| Norvegia          | 5                 |
| Nuova Zelanda     | 3                 |
| Paesi Bassi       | 37                |
| Portogallo        | 11                |
| Regno Unito       | 21                |
| Repubblica Ceca   | 22                |
| Romania           | 22                |
| Russia            | 51                |
| Singapore         | 9                 |
| Slovacchia        | 19                |
| Slovenia          | 45                |
| Spagna            | 66                |
| Stati Uniti       | 11                |
| Svezia            | 4                 |
| Svizzera          | 27                |
| Ungheria          | 18                |

### Classifiche di fine anno
| Classifica (2018) | Posizione |
| ----------------- | --------- |
| Australia         | 47        |
| Canada            | 45        |
| Danimarca         | 41        |
| Estonia           | 37        |
| Francia           | 190       |
| Nuova Zelanda     | 27        |
| Romania           | 59        |
| Russia            | 124       |
| Stati Uniti       | 21        |
| Svezia            | 78        |
| Ungheria          | 93        |